# 安德魯·馬歇爾
安德魯·馬歇爾（英語：Andrew Marshall；1921年9月13日—2019年3月26日）於1973年到2015年擔任美國國防部淨評估辦公室外交政策策略家，由美國總統理查·尼克森任命，並歷經數屆總統任期，直到2015年1月2日退休，接任者為吉姆·貝克（英語：Jim Baker，James H. Baker）主任。

## 學歷
- 1949年取得芝加哥大學經濟系的文學碩士。[1][2][3]

## 經歷
- 1949年任職於蘭德公司
- 1973年到2015年任職於美國國防部淨評估辦公室
- 提供資金協助白邦瑞出版書籍包括1998年的Chinese Views of Future Warfare[4]，China Debates the Future Security Environment[5]，以及2015年的2049百年馬拉松：中國稱霸全球的祕密戰略[6]。

## 評價
- 中國人民解放軍陳舟少將稱讚安德魯·馬歇爾為解放軍在研究軍事事務變革時的英雄，他指出：我們逐字翻譯了安德魯·馬歇爾陳述的所有言論。[7]
- 外交政策將安德魯·馬歇爾列入2012年度的FT 100全球知識分子。[8]

## 過世
安德魯·馬歇爾以高齡97歲逝世於阿靈頓郡。美國眾議院軍事委員會的代表麥克·索恩貝里議員在聽證會提及安德魯·馬歇爾過世的消息，並稱讚安德魯·馬歇爾是少數正確指引美國國防與國家安全方向的重要人物，是值得美國人感到榮耀的卓越外交政策策略家。

## 延伸閱讀
- Andrew F. Krepinevich, Barry D. Watts. The Last Warrior: Andrew Marshall and the Shaping of Modern American Defense Strategy (New York: Basic Books, 2015). 337 pp. 線上書評 （页面存档备份，存于）

## 外部連結
- Journalism coverage of Andrew W. Marshall.
- WorldCat 聯合目錄中安德魯·馬歇爾的著作或與之相關的著作